# Groupe B des éliminatoires de la zone Afrique de la Coupe du monde de football 2022
Navigation
Groupe A Groupe C
Le groupe B des éliminatoires de la Coupe du monde 2022 est composé de la Guinée équatoriale, de la Mauritanie, de la Tunisie et de la Zambie.
La Tunisie, vainqueur du groupe, se qualifie pour le troisième tour de ces éliminatoires.

## Classement
| Rang | Équipe             | Pts | J | G | N | P | Bp | Bc | Diff |  | Résultats (▼ dom., ► ext.) |     |     |     |     |
| ---- | ------------------ | --- | - | - | - | - | -- | -- | ---- |  | -------------------------- | --- | --- | --- | --- |
| 1    | Tunisie            | 13  | 6 | 4 | 1 | 1 | 11 | 2  | +9   |  | Tunisie                    |     | 3-0 | 3-1 | 3-0 |
| 2    | Guinée équatoriale | 11  | 6 | 3 | 2 | 1 | 6  | 5  | +1   |  | Guinée équatoriale         | 1-0 |     | 2-0 | 1-0 |
| 3    | Zambie             | 7   | 6 | 2 | 1 | 3 | 8  | 9  | -1   |  | Zambie                     | 0-2 | 1-1 |     | 4-0 |
| 4    | Mauritanie         | 2   | 6 | 0 | 2 | 4 | 2  | 11 | -9   |  | Mauritanie                 | 0-0 | 1-1 | 1-2 |     |

## Résultats

### Première journée
| 3 septembre 2021 | Mauritanie | 1 - 2   | Zambie                           | Stade olympique, Nouakchott     |                                 |
| 16h00 UTC        | Niass 69e  | (0 - 1) | 10e Mwepu · 57e Mumba            | Arbitrage : Ibrahim Ali El Said | Arbitrage : Ibrahim Ali El Said |
| 16h00 UTC        |            | Rapport | 7e Sakala · 16e Mumba · 63e Daka | Arbitrage : Ibrahim Ali El Said | Arbitrage : Ibrahim Ali El Said |

| 3 septembre 2021 | Tunisie                                    | 3 - 0   | Guinée équatoriale                        | Stade olympique, Radès    |                           |
| 19h00            | Bronn 54e · Skhiri 78e · Khazri 82e (pen.) | (0 - 0) |                                           | Arbitrage : Daniel Laryéa | Arbitrage : Daniel Laryéa |
| 19h00            | Bronn 5e · Sassi 69e · Mathlouthi 86e      | Rapport | 4e Obama · 31e Meseguer · 90+2e Buyla Sam | Arbitrage : Daniel Laryéa | Arbitrage : Daniel Laryéa |

### Deuxième journée
| 7 septembre 2021 | Zambie  | 0 - 2 | Tunisie                              | Stade Levy Mwanawasa, Ndola    |                                |
| 13h00            |         | (0-1) | Khazri 8e (pen.) · Ben Slimane 90+2e | Arbitrage : Eric Otogo-Castane | Arbitrage : Eric Otogo-Castane |
| 13h00            | Rapport |       |                                      | Arbitrage : Eric Otogo-Castane | Arbitrage : Eric Otogo-Castane |

| 7 septembre 2021 | Guinée équatoriale | 1 - 0 | Mauritanie | Nuevo Estadio, Malabo                  |                                        |
|                  | Iban 59e (pen.)    | (0-0) |            | Arbitrage : Helder Martins de Carvalho | Arbitrage : Helder Martins de Carvalho |
|                  | Rapport            |       |            | Arbitrage : Helder Martins de Carvalho | Arbitrage : Helder Martins de Carvalho |

### Troisième journée
| 7 octobre 2021 | Tunisie                              | 3 - 0 | Mauritanie | Stade olympique, Radès     |                            |
|                | Skhiri 15e · Khazri 42e · Jaziri 86e | (2-0) |            | Arbitrage : Bamlak Tessema | Arbitrage : Bamlak Tessema |
|                | Rapport                              |       |            | Arbitrage : Bamlak Tessema | Arbitrage : Bamlak Tessema |

| 7 octobre 2021 | Guinée équatoriale  | 2 - 0 | Zambie | Nuevo Estadio, Malabo             |                                   |
|                | Coco 35e · Nsue 88e | (1-0) |        | Arbitrage : Noureddine El Jaafari | Arbitrage : Noureddine El Jaafari |
|                | Rapport             |       |        | Arbitrage : Noureddine El Jaafari | Arbitrage : Noureddine El Jaafari |

### Quatrième journée
| 10 octobre 2021 | Zambie        | 1 - 1 | Guinée équatoriale | National Heroes Stadium, Lusaka |                            |
|                 | F. Sakala 65e | (0-0) | Bikoro 82e         | Arbitrage : Bakary Gassama      | Arbitrage : Bakary Gassama |
|                 | Rapport       |       |                    | Arbitrage : Bakary Gassama      | Arbitrage : Bakary Gassama |

| 10 octobre 2021 | Mauritanie | 0 - 0 | Tunisie | Stade olympique, Nouakchott   |                               |
|                 |            | (0-0) |         | Arbitrage : Mehdi Abid Charef | Arbitrage : Mehdi Abid Charef |
|                 | Rapport    |       |         | Arbitrage : Mehdi Abid Charef | Arbitrage : Mehdi Abid Charef |

### Cinquième journée
| Novembre 2021 | Guinée équatoriale | 1 - 0   | Tunisie |  |  |
|               | Pablo Ganet 83e    | (0 - 0) |         |  |  |

| Novembre 2021 | Zambie                                              | 4 - 0   | Mauritanie |  |  |
|               | Patson Daka 34e Fashion Sakala 37e 45+1e (pen.) 63e | (3 - 0) |            |  |  |

### Sixième journée
| Novembre 2021 | Tunisie                                               | 3 - 1   | Zambie             |  |  |
|               | Aïssa Laïdouni 18e Mohamed Dräger 31e Ali Maaloul 43e | (3 - 0) | Fashion Sakala 80e |  |  |

| Novembre 2021 | Mauritanie           | 1 - 1   | Guinée équatoriale |  |  |
|               | Aboubakar Kamara 23e | (1 - 0) | Saúl Coco 58e      |  |  |

## Buteurs
Tableau mis à jour après les résultats de la 4e journée (incomplet)
| Position | Joueur            | Pays               | Buts |
| -------- | ----------------- | ------------------ | ---- |
| 1        | Wahbi Khazri      | Tunisie            | 3    |
| 2        | Ellyes Skhiri     | Tunisie            | 2    |
| 3        | Federico Bikoro   | Guinée équatoriale | 1    |
| -        | Saúl Coco         | Guinée équatoriale | 1    |
| -        | Ibán Salvador     | Guinée équatoriale | 1    |
| -        | Emilio Nsue       | Guinée équatoriale | 1    |
| -        | Mamadou Niass     | Mauritanie         | 1    |
| -        | Anis Ben Slimane  | Tunisie            | 1    |
| -        | Dylan Bronn       | Tunisie            | 1    |
| -        | Seifeddine Jaziri | Tunisie            | 1    |
| -        | Prince Mumba      | Zambie             | 1    |
| -        | Enock Mwepu       | Zambie             | 1    |
| -        | Fashion Sakala    | Zambie             | 1    |